# 三氯化铂
三氯化铂是一种铂的氯化物，化学式 PtCl3。

## 制备
三氯化铂可以由铂和氯在 400 – 600 °C 下直接反应而成。

## 性质
三氯化铂是一种深绿色固体。它是三方晶系的，空间群 R3 (No. 148)，晶格参数 a = 2123.5 pm 和c = 855 pm。